# 蝶之毒華之鎖
《蝶之毒華之鎖》為日本遊戲公司アロマリエより（Aromarie）於2011年5月27日發行的女性向日本成人遊戲AVG。2012年12月發行番外Fan disc《蝶之毒華之鎖～幻想夜話～》（蝶の毒 華の鎖 ～幻想夜話～）。 為該公司旗下發行的第三個遊戲作品，主題為「亂倫」。遊戲劇情描述日本大正時代家境式微的野宮子爵家千金野宮百合子與環繞在身邊的人們發生的故事，以及隱藏在野宮家和石川家幕後的秘密。2014年1月16日發行PlayStation Portable版「蝶の毒 華の鎖〜大正艶恋異聞〜」追加新劇情並刪減18禁片段，同年2月26日發行PlayStation Vita版。2018年8月10日發行本作含括遊戲本傳與番外《幻想夜話》的重新包裝版。2020年2月20日正式發行Nintendo Switch版本《蝶之毒 華之鎖 大正艷戀異聞》。
遊戲的番外片《蝶之毒華之鎖～幻想夜話～》分為初回限定版（追加特典喜劇遊戲篇「無人生存」）與通常版。除了玩家角色之外，遊戲為全語音。

## 遊戲系統
（遊戲本傳）
遊戲屬於文字冒險遊戲，共有6條劇情線，5名可攻略男性角色，21個結局（共有14個壞結局，1個普通壞結局和1個普通結局，5個男性攻略角色的專屬好結局）。玩家在遊戲過程中將扮演遊戲女主角野宮百合子，透過其心理視角和其他角色互動理解劇情發展，依據玩家於分歧點的選擇，進入指定攻略角色或其他結局的劇情線，達成專屬的壞結局、普通結局、好結局。完成男性攻略角色劇情線的好結局，或是進行其他結局線（PSP及PSV移植版，其他結局路線更名為「女偵探線」）時完成普通結局，始能通關該劇情線。
玩家在尚未達成任何劇情線的好壞結局條件導致遊戲失敗時，將會被三郎綁架發生車禍死亡令遊戲結束。通關完任一角色劇情線後，未達成任何劇情線的好壞結局或普通結局條件導致失敗，將會變成百合子從車禍倖存但失聰失明，被芳樹暗地帶往上海生活，隸屬其他結局線的普通壞結局「上海愛玩人偶」。
遊戲的六條劇情線裡，有四條劇情線可直接進行，剩餘的兩條劇情線則須通關特定劇情線才可開啟。玩家若要經歷所有劇情線，必須多次重玩遊戲，通關不同的劇情線以解鎖後續的劇情線，並選擇不同的選項進入不同的線路。當玩家通關完成一條線路時，主選單標題底下會增加對應該劇情線的角色剪影，標示玩家的通關進度。剛開始遊戲時，斯波純一、野宮瑞人、藤田均、尾崎秀雄的劇情線處於開啟狀態；通關任一角色劇情線後，可以於重新開始遊戲時，進行不和任何男性攻略角色發展關係、透過天海鏡子引導尋找真相和理解故事概略背景的其他結局線（PSP及PSV移植版為女偵探線）和完成普通結局；通關普通結局與四名男性角色的劇情路線好結局，再度重新開始遊戲後，可開啟解答前述五條劇情線的伏筆與揭曉劇情真相，亦為遊戲真正主題故事的真島芳樹劇情線。當玩家完成真島芳樹劇情線的好結局（遊戲本傳真結局）後，遊戲本傳的正篇劇情始正式落幕。完成遊戲本傳全部21個結局，返回主選單會出現「特別」選項，點選後可開啟眾角色調侃遊戲各劇情線的終幕特典喜劇篇，正式結束遊戲
。
在日本遊戲專題雜誌 《COOl-B》第15期（2014年4月號） 公開的《蝶之毒華之鎖》遊戲報導暨攻略專題中，說明真島芳樹線好結局始為遊戲本傳的真正結局。遊戲編劇丸木文華於個人Twitter回覆讀者提問「蝶之毒華之鎖」的結局時，對劇裡的結局回覆為「無論何者皆為真，這些結局都是存在的可能性結果」。
（Fan Disc《蝶之毒華之鎖 幻想夜話》）
承接遊戲本傳和五位男性攻略角色有戀情結果的結局，五名男主角無攻略限制且各有一個好結局和壞結局，好結局和壞結局通關可開啟攻略角色視角版本的好結局篇，所有結局皆為無選項且劇情固定的視覺小說。五名攻略角色的結局全部通關後，開啟附錄問答題，題組問答題全對可獲得承接好結局後續劇情發展的旅行短篇結局。將五個旅行劇情全部蒐齊，可開啟承接遊戲本傳其他結局劇情線普通結局「女偵探」結局的特典章篇「女偵探事件簿」，完成特典章篇的兩項委託任務，返回主選單會出現「終幕」選項，點選可開啟眾角色調侃遊戲各劇情線的特典喜劇篇。
遊戲裡附有鏡子主持的占卜單元遊戲，玩家可選擇任一攻略角色入場占卜運勢，超過一定次數三郎會出面干擾玩家。初回生產版另有附錄特典小遊戲篇。

## 遊戲劇情

### 遊戲背景
遊戲劇情設定於日本大正七年（1918年），背景登場的多數建築主要參考大正時代的建築風格，部分現實存在的地點登場或被提及（例如帝國飯店、淺草的凌雲閣、箱根等地點）。劇裡也會出現對專有名詞的解釋。而在番外《幻想夜話》芳樹線更進一步介紹九州的門司港和當時屬民國初期的中國滿州上海，上海登場的人物穿著與建築風格皆考據當時盛行的風格。
史實事件方面，1918年的日本曾經在各地爆發大規模的西班牙流感傳染疫情，日本政府派軍前進西伯利亞；政治方面，當時的帝國議會分為眾議院和貴族院進行立法程序，上海尚存提供給法國的上海法租界；社會文化與經濟現象方面，當時日本民間普遍對外籍人士採取排拒態度，尚存鴉片走私貿易與吸食鴉片的現象，淺草作為當時興盛的娛樂事業、電影院、劇院、紅燈區集中地帶，當時女性開始能外出工作和進入學校就讀（尤其是家境寬裕者）並以剪短髮為流行時尚，第一次世界大戰落幕後工業興盛發展等。
遊戲裡「血脈」、「血緣」、「亂倫」、「近親相交」等字詞是遊戲裡不斷提及的重要主題，例如一清與繁子的兄妹戀、百合子和兩位分別有無血緣關係的手足的感情羈絆、瑞人與養父母野宮夫妻和生父白川伯爵的關係、芳樹在遊戲本傳和番外《幻想夜話》曾言自己與百合子皆傳承被詛咒的血脈，體內每滴血液本能的愛慕百合子等。另一個主題為「身分之別」，當時的日本尚有華族爵位分級制度，劇裡登場的多數角色皆因為其社會身份遭遇各種難題，因為身分形成的偏見、立場、價值觀、限制乃至於階級對立，亦常在劇裡被多次強調。

### 角色介紹
- 以下僅列舉主要角色的簡介，詳細角色介紹參考蝶之毒華之鎖系列角色列表。

《蝶之毒華之鎖》的遊戲劇情裡，總共有七名重要角色：野宮百合子（聲優：無），野宮子爵夫婦康之和繁子的千金，因為家境式微被雙親安排參加慶生名義的招親晚會，為玩家在遊戲裡扮演的本作女主角；斯波純一（聲優：茶介），白手起家的「大道洋行」貿易公司社長，是天海酒行老闆娘天海鏡子的熟交，藉著求婚名義參加野宮家的晚會；野宮瑞人（聲優：平井達矢），野宮家花道繼承者暨百合子的名義兄長，曾懷抱出國進修藝術的夢想，被剝奪夢想後轉而以傳授花道為業；藤田均（聲優：チアノーゼ三太夫），曾任百合子的鋼琴教師，轉任野宮家管家十餘年的日英混血男子；尾崎秀雄（聲優：須賀紀哉），尾崎男爵家少主，陸軍砲兵少尉暨百合子的青梅竹馬，因為家族過節和野宮家疏遠；天海鏡子（聲優：貓魅愛），天海酒行的繼任老闆娘，為百合子的母親野宮繁子學生時代的舊友與斯波的熟友；真島芳樹（聲優：大石惠三），個性溫厚的野宮家園藝師，百合子的初戀對象。為遊戲本作劇情裡的核心人物。
其他較重要的次要角色，尚有野宮家的家主暨百合子的父親野宮康之（聲優：野坂正彥）、野宮家的女主人暨百合子的母親野宮繁子（聲優：夕姬）、野宮家的勞役雜傭三郎等人。
編劇丸木文華於推特說明，主要角色的名字命名主要受橫溝正史、江戶川亂步、谷崎潤一郎等作家的影響。

### 故事內容
※故事介紹含遊戲本傳與番外《幻想夜話》補述劇情，下述劇情和結局事件以遊戲真結局路線為主。詳參：蝶之毒華之鎖系列角色列表
故事背景設定於日本大正時代，大正七年（1918年）的帝都東京，家勢逐漸式微的野宮子爵家。作為家主的野宮康之，面臨因為妻子野宮繁子長期揮霍而債台高築的困境，夫婦倆藉著為女兒野宮百合子舉辦慶生晚會的名義，物色背景和經濟條件出眾的聯姻對象為家族償債。百合子試圖從房間窗台逃離晚會時，被野宮家的園藝師真島芳樹發現和制止，加著面臨來自雙親偕同名義兄長野宮瑞人及野宮家混血兒管家藤田均的關切、知情的青梅竹馬暨陸軍砲兵少尉尾崎秀雄的冷言揶揄、繁子的舊友暨天海酒行老闆娘天海鏡子等賓客的喧嘩交際，無法忍受這樣的氣氛而逃離現場，卻未料到自己和野宮家已被詛咒的命運所牽動。每條路線多以女主角為主要視角進行劇情；故事依照遊戲限制順序共分成三個段落：四名男主角（斯波純一、野宮瑞人、藤田均、尾崎秀雄）路線、其他結局線（PSP版及PSV版女偵探線）、真島芳樹路線。
斯波純一線、野宮瑞人線、藤田均線、尾崎秀雄線、其他結局線（PSP版及PSV版為女偵探線）
在這些故事線裡，離開會場時不慎弄髒足部的百合子被芳樹帶往房間洗腳，但顧及雙方身分差距的戀情不被社會所容而未向對方表達心意，正當瑞人準備陪同百合子返回會場時，暴民忽然現身襲擊晚會現場，秀雄及忽然出現的陌生男子斯波純一出面為百合子等人解危，但稍後眾人發現康之在手持桔梗花的狀態遇害身亡。事隔幾日，先前為百合子解危的斯波登門拜訪野宮家，希望向野宮家提供金援和追求百合子，卻導致亟欲撮合兩者聯姻償債的繁子和意見相左的瑞人及百合子爆發衝突。之後日漸病弱的繁子亦於康之遇害的一個月後於臥房見及和丈夫遇害現場相同的桔梗花受驚猝逝。面臨雙親相繼逝世及外祖母石川德子安排相親的事件，百合子視乎玩家的選擇和眾人互動，逐步在調查過程中理解各角色的背景與部分攸關野宮家的過往，進入不同的結局。
在其他結局線（PSP版及PSV版為女偵探線）裡的普通結局，百合子接受天海鏡子的提議展開調查，偶然發現了記載著年輕時的舅父一清和母親繁子互動回憶的日記，遂拜訪母親的娘家深入探索幕後的隱情，已退休的老女傭阿菊告訴百合子，二十五年前繁子因為和一清的兄妹戀情及私生子石川清不被家族接受，趁著嫁進野宮家前委託時任女傭浜田桔梗代為養育清；但後來阿菊不慎在十五年前對造訪石川家的康之透露清的存在，導致康之尋獲並將浜田家全數滅口。劇裡更進一步指出，芳樹正是當年倖存和向野宮家展開報復行動的清，並且冀盼終止上一代起始的亂倫關係；這些故事線的其餘結局亦揭露他同時是上海黑社會的鴉片毒梟，以及操控野宮家鉅債和野宮家雜僕三郎的幕後指使者。番外《幻想夜話》則針對這些劇情線的部分結局，於個別角色劇情線和特典章篇補充說明其後續的發展劇情，以及攻略角色視角觀點的好結局補述篇。
真島芳樹線
在遊戲本傳最後的故事線開頭中，增加26年前年輕時期的一清與繁子之間的回憶片段，揭露兄妹倆當年面對戀情及私生子不被社會接受的處境，作為故事的開場楔子。故事再度從野宮家的慶生暨招親晚會開始，逃離會場的百合子趁著芳樹將她帶進房間洗腳期間選擇向對方告白；但見及芳樹屢次以身份差距為由婉拒和匆促離開房間的反應後，遂經由瑞人陪同返回會場，在繁子的主導下勉為其難地和在場賓客交際，眾人平安度過晚會。隨著先前在晚會期間唐突和百合子共舞的斯波再度登門造訪野宮家提親，百合子為向芳樹證明自己的決心，轉而選擇離家出走擔任咖啡店女侍自立維生，不久後尋獲百合子的芳樹則試圖藉著提出辭呈讓她放棄念頭。在芳樹劇情線好結局兼遊戲真結局路線裡，芳樹折服於百合子堅持的態度，雙方會談間獲悉彼此已於初邂逅時相互鍾情，遂返家向康之與繁子公開談判此事和正式私奔；康之命令藤田均阻止兩者私奔未遂並拔槍試圖攻擊芳樹，反被透過芳樹的暗示得知其真實身世的繁子出面制止。當夜暫時投宿旅店中的芳樹和百合子雙方情意相對，發生性關係，嗣後芳樹於個人獨白中闡述一切的真相：十五年前康之闖進浜田家行兇後，一清暗地將重傷的清（芳樹）帶回石川家休養兼告知他的真實身世，清（芳樹）為了向野宮夫婦復仇而耗時數年成為上海的知名鴉片毒梟，卻在踏進野宮家臥底時對身為仇人女兒兼異父妹的百合子一見鍾情，還為了和她相處數度延遲復仇計畫；原本清（芳樹）因為獲悉野宮家準備藉著舉辦慶生晚會將百合子安排給聯姻對象，決定藉此機會串通三郎採取復仇行動，但最終由於百合子的告白令他臨時決定通知三郎取消這項復仇計畫，亦於守護後者的過程中逐漸消弭復仇的念頭，進而選擇隱瞞真實身分及雙方身世關係和百合子成為夫妻。
番外《幻想夜話》裡的芳樹劇情線好結局（含芳樹視角篇）兼遊戲真結局的後日談中，偕同芳樹私奔後的百合子偶遇接受康之委託尋找她的秀雄，後者告知野宮家因為兩人的私奔事件導致家庭失衡，趁隙投藥迷昏和試圖將百合子帶回野宮家；獲悉此事的芳樹經歷倫理關係和情感的抉擇，及時指揮部屬干預秀雄的行動和救回百合子。最終芳樹決定帶著百合子遷居上海的同時，透過後者的轉述獲知野宮家的變況，遂於個人獨白道出個人復仇成功且不再關切野宮家的狀況。

## PSP&PSV移植版和重新包裝版
Aromarie於2014年發行的PSP移植版與PSV移植版遊戲本傳有如下要素：
- 人物的立繪有少許更動，另增加僅在原作PC版番外《幻想夜話》登場的百合子的外祖母石川德子的人物立繪。
- PC版遊戲本傳原作的其他結局線，在PSP與PSV移植版更名為女偵探線。壞結局「女郎蜘蛛」被歸類為真島芳樹線的其中一個壞結局。真島芳樹線的壞結局「奇怪的千金大小姐」改為任一攻略角色壞結局通關後可開啟。
- 追加新增的劇情、背景圖、CG，取代原作PC版的18禁劇情。部分原作含裸露鏡頭的劇情CG亦有少數修改。
- 通關遊戲本傳所有21個結局與觀賞終章特典喜劇篇後，另有追加的額外終章特典喜劇篇。
- PSV移植版設有成就獎盃系統，玩家可在完成個別結局、開啟回想與畫像系統後取得對應成就獎盃。

Aromarie於2018年發行的PC版遊戲本傳同捆番外《幻想夜話》重新包裝版，收錄追加語音版本的初回特典章篇「無人生存」和「女偵探事件簿」。

## 工作人員
- 文案：丸木文華
- 角色原画：天野ちぎり
- 背景原画：はち
- 企画：S子
- 其餘配音員：鯰川真菜、ヤナキギョウコ、春乃かほり、高島比菜、草月若菜、笹原ユウタ、田中一郎、野坂正彥、HAYATO、滑川菊太郎、夕姬、吹雪
- 音響：藤原文吾、居川純平
- 聲音收錄：岡田修平
- 聲音編輯：千田彌生
- 音響製作協力：有限会社ヅ－ファイブ
- 圖像：三部駄菓子、塩、きみなみなみき、吉見一、ゆぅ丸、IZK、快樂ずぼ－と、仁友衛門、大文字推、松彼留美、はちすか、大川正行、寅藏、IRAGA
- 圖像製作協力：ソフイ開發『Parika』、合資会社  疾風、有限会社タイニ－ア－ト
- 合作：合資会社 ワムソフイ
- 音樂製作：Angelnote
- 音效：株式会社 ごだまブロダシュン、家崎大、LAW
- OP動畫：株式会社 KIZAWA studio
- 標題設計：さあいとう－かさ
- WEB：わらけん
- 特別感謝：YUMI、KUROKO、森の子、KANAKO、元ろん
- 監督：YOH

## 主題曲
片頭曲：『花香り 涙ほろり』（遊戲本傳和番外《幻想夜話》片頭曲）
- 歌：Rita
- 作詞：中山♥マミ
- 作編曲：佐々倉マコト
- 吉他：N.Yamamodo
- Sound Produce：Angel Note

片尾曲：『心空－kokorosora－』（遊戲本傳真島芳樹劇情線好結局片尾曲；番外《幻想夜話》片尾曲）
- 歌：夏希美羽[註 10]
- 作曲：不知火つばさ
- 作詞：夏希美羽
- 吉他：C.Tanaka
- Sound Produce：Angel Note

## 相關商品

### 遊戲原聲帶CD
蝶の毒華の鎖 サウンドトラック 初回版（2011年8月12日發售）
蝶の毒華の鎖 サウンドトラック 通常版（2015年3月26日發售）
| 發售日        | 標題                                 | 曲目 |
| ------------- | ------------------------------------ | --- |
| 2011年8月12日 | 蝶の毒華の鎖 サウンドトラック 初回版 | 01 花香り 涙ほろり 02 黄昏の円舞曲 03 運命の輪舞曲 04 斯波のテーマ 05 瑞人のテーマ 06 秀雄のテーマ 07 藤田のテーマ 08 真島のテーマ 09 鏡子のテーマ 10 時は優しく 11 幸せな時間 12 叶わぬ思い 13 ノスタルジア 14 胸の痛み 15 大いなる悲しみ 16 疑惑 17 とまどいの日々 18 Premonition 19 静かなる決心 20 侵入者 21 忍び寄る影 22 蔵の中 23 野宮家のテーマ 24 始まりの夜 25 真実のテーマ 26 きらきら 27 桜の園 28 色は匂へど 29 月影 30 花香り涙ほろり ピアノバージョン 31 心空－kokorosora－ ピアノバージョン 32 浅き夢 33 光と影 34 心空－kokorosora－ |

### 廣播劇CD
廣播劇CD演出配音人員同遊戲版本。
- 蝶の毒華の鎖 ＆ 蝶の毒華の鎖 幻想夜話 公式設定集附錄特典廣播劇CD

斯波純一（配音：茶介）：最棒的禮物（最高の贈り物）、微熱（微熱）
野宮瑞人（配音：平井達矢）：兄長大人的責備（お兄様の折檻）、我的蝴蝶（仆の蝶）
藤田均（配音：チアノーゼ三太夫）：ICE CREAM（アィスクリム）、狂氣的腳步（狂気の足音）
尾崎秀雄（配音：須賀紀哉）：無我夢中（無我夢中）、蜜月（蜜月）
真島芳樹（配音：大石惠三）：園藝師的工作（庭師の仕事）、甘之檻（甘い檻）
- 廣播劇CD

演出者：斯波純一（配音：茶介）、野宮瑞人（配音：平井達矢）、藤田均（配音：チアノーゼ三太夫）、尾崎秀雄（配音：須賀紀哉）、真島芳樹（配音：大石惠三）、天海鏡子（配音：貓魅愛）
初回生產特典廣播CD：姬様の誕生日
蝶の毒 華の鎖 フォーチュンクッキー同梱特典CD「Liar! Liar! Liar!」
- 特典廣播CD

斯波純一（配音：茶介）：除夕夜鐘聲一終止（除夜の鐘が鳴り終わったら）
真島芳樹（配音：大石惠三）：按摩（揉んで揉まれて）

### 書籍
- 蝶之毒華之鎖公式Vistual Fanbook LESANG（蝶の毒華の鎖 公式ビジュアルファンブックLESANG，2011年12月6日發售、ISBN 978-4776795957）

收錄遊戲本傳的背景、附錄漫畫、美術圖、角色介紹、結局解說、遊戲攻略、遊戲角色18禁的小說兼廣播短篇等設定資料，另外附有承接斯波純一壞結局「暗室的戀人」的小說「愛戀祈求」與真島芳樹於本傳時間點之前經歷的小說「千夜之夢」。
- 蝶の毒華の鎖 コミックアンソロジー（2013年4月25日發售、ISBN 978-4758007443）

為《蝶之毒華之鎖》的短集漫畫。
- 蝶之毒華之鎖 幻想夜話 公式Vistual Fanbook（蝶の毒華の鎖 幻想夜話 公式ビジュアルファンブック，2013年9月28日發售、ISBN 978-4776796275）

收錄遊戲番外《幻想夜話》的遊戲背景、美術圖、角色介紹、結局解說、遊戲攻略、遊戲角色18禁的小說兼廣播短篇等設定資料，附有斯波純一、野宮瑞人、藤田均、尾崎秀雄、真島芳樹在本傳時間點之前經歷與承接遊戲個人線好結局的小說，另收錄承接芳樹線好結局的過程與後日談的小說。

### 小說
分別刊載在蝶之毒華之鎖Visual Fan Book LESANG與蝶之毒華之鎖《幻想夜話》Visual Fan Book上的官方短篇小說，皆由遊戲編劇丸木文華執筆創作，有各角色於本傳劇情時間點前的前傳小說，以及承接各角色好結局的後續劇情。部分刊於蝶之毒華之鎖Visual Fan Book LESANG和《幻想夜話》Visual Fan Book的小說篇章為附有廣播CD的成人向短篇小說。
斯波純一篇和藤田均篇是唯二出現描寫好結局與壞結局後續的角色篇章；真島芳樹篇則是唯一分段描寫本傳劇情時間點前（「千夜之夢」篇、「花的名字」篇）、好結局的中段劇情經過（「守護之人」篇）、好結局後續（「船」篇、「園藝師的工作」篇、「甘之檻」篇）的角色篇章。
※註：標示「※」者為附有廣播CD的成人向短篇小說。
| 刊載處                                  | 章篇人物與名稱 |
| --------------------------------------- | --- |
| 蝶之毒華之鎖Visual Fan Book LESANG      | 斯波純一篇：爱恋乞求（恋を乞い）[註 11]、最棒的禮物（最高の贈り物）※ 野宮瑞人篇：兄長大人的責備（お兄様の折檻）※ 藤田均篇：狂氣的腳步（狂氣の足音）[註 12]※ 尾崎秀雄篇：蜜月※ 真島芳樹篇：千夜之夢（千夜の梦）、園藝師的工作（庭師の仕事）※ |
| 蝶之毒華之鎖《幻想夜話》Visual Fan Book | 斯波純一篇：百合姬（百合姬）、雪（雪）、美丽的梦（美しい梦）、微熱（微熱）※ 野宮瑞人篇：妹妹（妹）、樁（樁）、我的蝴蝶（仆の蝶）※ 藤田均篇：寫真（寫真）、執事的一天（执事の一日）、ICE CREAM（アィスクリム）※ 尾崎秀雄篇：理性之瞳（理性の瞳）、暖爐（暖爐）、無我夢中（無我夢中）※ 真島芳樹篇：守护之人（见守る人）、船（船）、花的名字（花の名は）、甘之檻（甘い檻）※ |

## 發展

### 遊戲製作
《蝶之毒華之鎖》製作承續Aromarie旗下前兩部作品《月之光太陽之影》與《銀之冠碧之淚》的風格，遊戲標題皆採取對偶式詞句，三部遊戲的遊戲限制年齡與主題內容皆為18禁，並且與道德和愛情的議題有關。2006年發行的《月之光太陽之影》的議題為「移情別戀」，2011年發行《銀之冠碧之淚》的議題為「外遇」 ，2011年發行的《蝶之毒華之鎖》的議題為「亂倫」。
製作人員部分，編劇由曾經負責《月之光太陽之影》編劇的小說家丸木文華擔任，遊戲企劃S子則是曾經參與《銀之冠碧之淚》製作的企劃 ；遊戲系統方面，《蝶之毒華之鎖》承續前兩作的系統，設有全部路線通關可開啟的附設特典篇。本傳發行後，2012年12月Aromarie正式發行承接遊戲本傳部分結局的前日談及後日談的番外《蝶之毒華之鎖～幻想夜話～》，參照《月之光太陽之影》的番外《月之光太陽之影 Another Moon》的設定增加攻略角色的視角篇章。
2014年，Aromarie分別於該年1月16日和2月26日發行追加新劇情並刪減18禁片段的PlayStation Portable移植版版與PlayStation Vita移植版，將遊戲標題定為「蝶の毒 華の鎖〜大正艶戀異聞〜」。
2017年5月27日，Aromarie於官方部落格宣布將發行《蝶之毒華之鎖》重新包裝版，其後定於2018年8月10日發行可運用於Windows 7 / 8 / Vista版本，遊戲本傳與番外《幻想夜話》同捆的重新包裝版。

## 現實影響與評價
2017年，日本專題介紹BL向遊戲與女性向遊戲的遊戲專題雜誌《COOl-B》，舉辦2017年女性向成人遊戲大賞投票活動，於2017年8月4日發行的第75期雜誌公佈得獎成果，《蝶之毒華之鎖》於2017年女性向成人遊戲大賞項目入圍的63部遊戲裡，於遊戲大賞、主人公部門、角色部門、成人濃度部門、視覺部門、劇本部門獲得第一名的成績，其中遊戲角色斯波純一與真島芳樹分別於角色部門獲得第一名與第二名的成績。同日，遊戲編劇丸木文華於個人Twitter證明此項得獎消息。
《COOl-B》於雜誌「SweetPrincess」的第23期專欄「SweetPrincess vol.23」，邀請遊戲編劇丸木文華於《COOl-B》製作女性向成人遊戲大賞得獎紀念專題。2017年12月7日，日本香水廠牌コウブツヤ的旗下廠牌「primaniacs」推出以《蝶之毒華之鎖》的兩名主要男角色斯波純一和真島芳樹的角色特質為主題概念的香水。

## 外部連結
- 遊戲官網 （页面存档备份，存于）